# Wyspa Beringa
Wyspa Beringa (ros. Остров Беринга, ostrow Bieringa) – wyspa położona na Morzu Beringa na wschód od Kamczatki, największa w archipelagu Wysp Komandorskich. Administracyjnie stanowi część Kraju Kamczackiego w Rosji. Ma ok. 90 km długości i ok. 24 km szerokości, zajmuje powierzchnię 1660 km². Charakteryzuje się brakiem drzew, wzgórzami i srogim klimatem. Wyspa narażona jest na trzęsienia ziemi. Najwyższy szczyt wyspy (755,4 m n.p.m.) nosi nazwę Góry Stellera.
Znajduje się na niej miejscowość Nikolskoje, którą zamieszkuje blisko 800 osób, z czego ok. 300 to rdzenni mieszkańcy tych terenów – Aleuci. Większość ludzi zajmuje się rybołówstwem.
Wyspę odkrył w 1741 roku komandor Vitus Bering, kiedy u jej wybrzeży rozbił się dowodzony przez niego statek „Święty Piotr”. Niewielkiej grupie rozbitków udało się przedostać na Kamczatkę w lecie 1742 roku. Część załogi, w tym także sam Bering, zmarła na wyspie.
Wyspa znajduje się na terenie Komandorskiego Rezerwatu Biosfery.

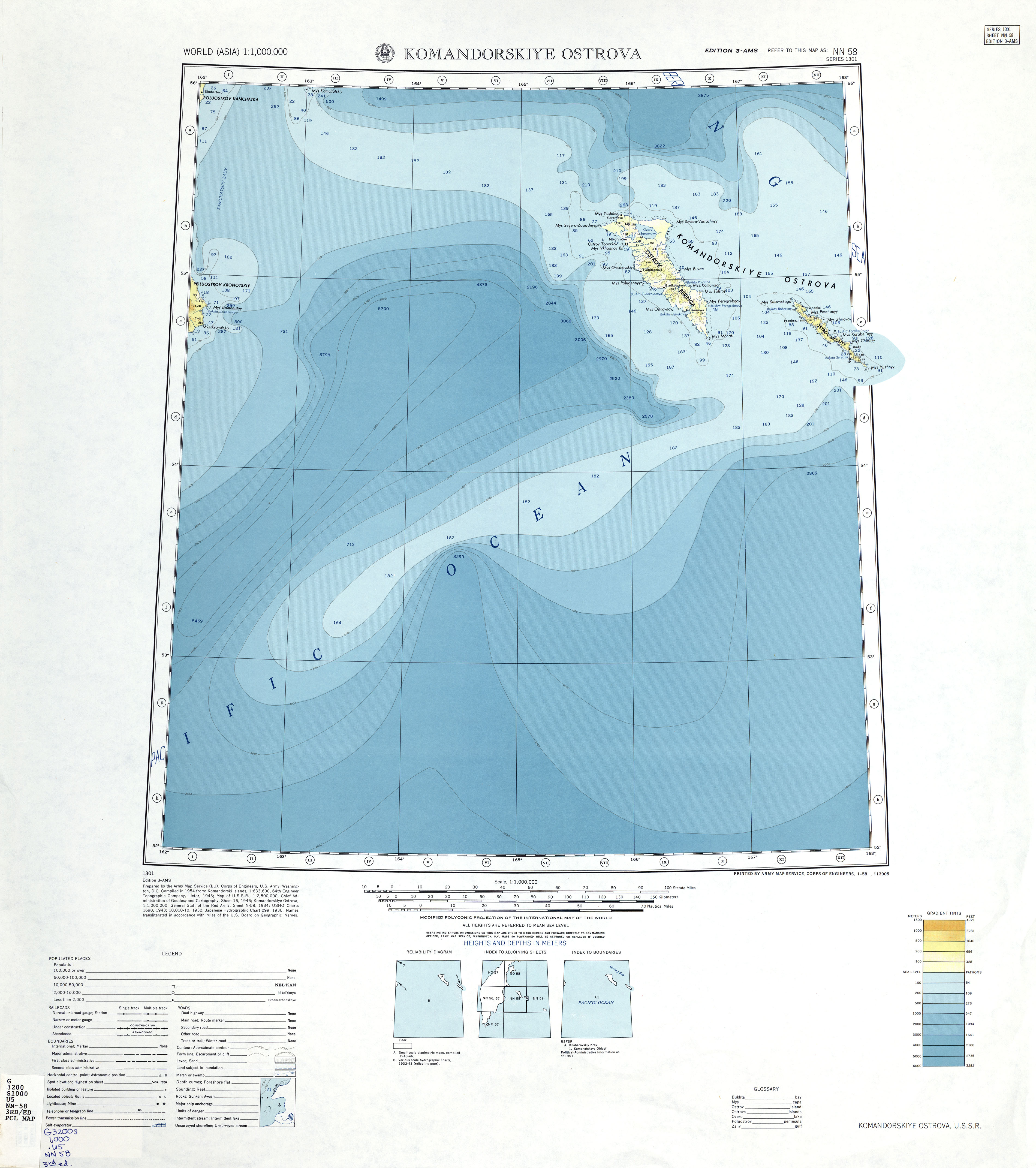
Mapa Wysp Komandorskich

## Zobacz
- Syrena morska